# Consiglio nazionale degli architetti, pianificatori, paesaggisti, conservatori
Il Consiglio Nazionale Architetti, Pianificatori, Paesaggisti e Conservatori – CNAPPC - organismo istituito presso il Ministero della Giustizia con la Legge n. 1395/23, ha assunto la sua attuale denominazione, che sostituisce quella originaria di Consiglio Nazionale Architetti, a seguito dell'entrata in vigore del D.P.R. 328/01, che affianca alla tradizionale figura di architetto altre figure specialistiche con lauree quinquennali e triennali (iunior).
Il Consiglio è composto da 15 membri, eletti dagli Ordini provinciali, la cui durata in carica è di cinque anni. Sono eleggibili alla carica di Consigliere Nazionale, per non più di due mandati consecutivi, tutti gli iscritti all'Albo professionale.
L'attività di approfondimento delle tematiche professionali è perseguita dal CNAPPC attraverso il lavoro svolto dai propri dipartimenti.
Il Consiglio Nazionale assume delle determinazioni al fine di fornire il proprio parere e la propria interpretazione in merito a provvedimenti e leggi concernenti l'esercizio della professione.
Il sistema ordinistico italiano fonda la propria organizzazione sulla presenza di 105 Ordini provinciali che, distribuiti su tutto il territorio nazionale, svolgono il loro ruolo di magistratura di primo grado e promuovono la cultura del progetto.

## Composizione
L'attuale Consiglio è in carica dal 5 maggio 2021, ed è così composto:
- Massimo Crusi, Presidente
- Alessandra Ferrari, Vicepresidente
- Tiziana Campus, Segretario
- Gelsomina Passadore, Consigliere
- Anna Buzzacchi, Consigliere
- Carmela Cannarella, Consigliere
- Giuseppe Cappochin, Consigliere
- Francesco Miceli, Consigliere
- Massimo Giuntoli, Consigliere
- Paolo Malara, Consigliere
- Flavio Mangione, Consigliere
- Silvia Pelonara, Consigliere
- Michele Pierpaoli, Consigliere
- Marcello Rossi, Consigliere
- Diego Zoppi, Consigliere